# Alza gli occhi e vai
Alza gli occhi e vai è un singolo di artisti vari pubblicato nel 2017.

## Il disco
Alza gli occhi e vai è una canzone nata da un'idea di Ninni Carucci  con lo scopo benefico di raccogliere fondi per la città di Amatrice in seguito al terremoto del 24 agosto 2016. Il progetto della canzone vede l’impegno della costruzione di una scuola di musica per Amatrice.
Alza gli occhi e vai nasce attraverso un post su Facebook di Ninni Carucci che invitava suoi amici musicisti a collaborare alla scrittura di un nuovo brano. Tra coloro che hanno aderito all'iniziativa vi sono Alessandro Calò (il primo ad aggiungere il proprio contributo allo spunto musicale iniziale, opera dello stesso Carucci), Riccardo Lasero (che oltre a prendere parte alla composizione, ha poi suonato anche la batteria durante le session di registrazione del brano), Franco Fasano (presente anche come cantante) e infine Alessio Saglia.
Il testo è stato scritto da Andrea Lo Vecchio e Renzo Talamoni.
Per l'interpretazione canora della canzone, il team di autori, già legato per vari aspetti al mondo delle sigle di cartoni animati e delle canzoni per bambini e ragazzi in genere, decide di affidarsi alle voci di diversi artisti che negli anni avevano avuto a che fare con le sigle di cartoni animati.
Il brano viene reso disponibile sul gruppo Facebook omonimo, con il fine di permettere un ascolto libero e portare a donazioni nate da un sentimento incondizionato. Il primo obiettivo vede la raccolta di 25.000 euro per l’acquisto di un prefabbricato, di quelli già in uso ad Amatrice, oltre agli strumenti musicali.
In seguito, a dicembre dello stesso anno, viene pubblicato in tiratura limitata il CD singolo. L'opera contiene un libretto con le foto degli autori e degli interpreti e le informazioni in merito alla produzione del brano. La copertina dell'album raffigura invece un albero di note musicali, simbolo dell'intera campagna.
Il CD è stato reso disponibile a tutti coloro che effettuavano una donazione.

## Video musicale
Sono stati pubblicati due video musicali del brano. La prima versione vede alternarsi i nomi dei cantanti, con l'Albero della musica come sfondo, mentre la seconda versione è un video che mostra scene riprese in studio durante le fasi di registrazione. Questa seconda versione è stata inclusa insieme al backstage all'interno del CD.

## Tracce
Testi di Andrea Lo Vecchio, Renzo Talamoni, musiche di Ninni Carucci, Gaetano La Candia, Riccardo Lasero, Franco Fasano, Alessio Saglia.
1. Enzo Draghi, Piero Cassano, Franco Fasano, Cristina D'Avena, Benedetta Iardella, Mirko Saglia, Ninni Carucci, Carola e Alessio Saglia, Paolo Picutti, Clara Serina, Giorgio Vanni, Paolo Tuci, I piccoli cantori di Milano, Pietro Ubaldi – Alza gli occhi e vai – 3:35
2. I piccoli cantori di Milano, Pietro Ubaldi – Alza gli occhi e vai (base musicale) – 3:35

Durata totale: 7:10

## Crediti

### Musicisti
- Cristina D'Avena: voce
- Benedetta Iardella: voce
- Mirko Saglia: voce
- Ninni Carucci: voce
- Carola Saglia: voce
- Alessio Saglia: voce
- Paolo Picutti: voce
- Clara Serina: voce
- Giorgio Vanni: voce
- Paolo Tuci: voce
- I Piccoli Cantori di Milano: cori
- Pietro Ubaldi: voce
- Enzo Draghi: voce
- Piero Cassano: voce
- Franco Fasano: voce
- Alessio Saglia - tastiere
- Giorgio Cocilovo - chitarra
- Luca Marcias - chitarra
- Adriano Raspo - basso
- Riccardo Lasero - batteria

### Credits
- Ninni Carucci - ideazione e direzione arisitica
- Laura Marcora - direzione coro
- Alessio Saglia - fonico, registrazione, mixaggio e mastering
- Diego Maggi  - fonico, registrazione e mixaggio
- Ludovico Clemente - fonico, registrazione e mixaggio
- Marco Iardella - fonico, coordinamento
- Vito Costantino - coordinamento
- Manlio Putzu - coordinamento
- Valeriano Chiaravalle - coordinamento
- Antonio Lucarella - coordinamento
- Mauro Giubilei - coordinamento
- Marco Carucci - coordinamento
- Ornella Ferrario - coordinamento
- Paolo Tuci - progetto grafico e video
- Ornella Ferrario - autrice del disegno di copertina, L'albero della musica[5]